# Rotundrela orbiculata
Rotundrela orbiculata är en spindelart som beskrevs av Rudy Jocqué 1999. Rotundrela orbiculata ingår i släktet Rotundrela och familjen Zodariidae. Inga underarter finns listade i Catalogue of Life.